# 5-3-03 - State College, Pennsylvania
State College, Pennsylvania, May 3rd 2003 è un album live dei Pearl Jam, facente parte della collezione di "bootleg ufficiali" che la band ha pubblicato per quasi ogni concerto dei tour del 2000 e 2003.

## Disco 1
1. Release
2. Save You
3. Animal
4. Corduroy
5. Cropdutster
6. Small Town
7. Even Flow
8. Grievance
9. I Am Mine
10. Improv
11. RVM
12. Nothingman
13. Daughter

## Disco 2
1. Lukin
2. Whipping
3. MFC
4. Jeremy
5. Improv 2.
6. Blood
7. Encore Break
8. You've got to hide your love
9. Gimme some true
10. Breath
11. Do The Evolution
12. Black
13. Alive
14. Encore Break 2.
15. Last Exit
16. Mankind

## Disco 3
1. Down
2. Betterman
3. Satan's Bed
4. Leaving Here
5. Encore Break 3.
6. Crazy Mary
7. Porch
8. Fourtunate Son
9. Rockin' in a free world
10. Yellow ledbetter